# Ragnar Westrin
Jonas Ragnar Westrin, född 21 augusti 1915 i Jättendals församling, Gävleborgs län, död 10 april 1987 i Bandhagen, var en svensk byggnadsingenjör och arkitekt. 
Westrin var i unga år anställd vid en byggnadssnickerifabrik i Njurunda under fyra år, som byggnadssnickare under fyra år, betongkontrollant i firma Betongkontroll i Stockholm samt innehade egen byggnadsfirma i Motala. Han genomgick Kristinehamns praktiska skola 1940–1941 och avlade examen som byggnadsingenjör vid Stockholms tekniska institut (STI) 1942. Han anställdes på Wåhlin & Hjelm arkitektkontor 1943 och därefter på Ahrbom & Zimdal arkitektkontor. År 1948 startade han egen arkitektfirma tillsammans med Gunnar Hodin. Ett antal skolbyggnader ritades i Westrins hembygd, Bergsjö 1950, Ljusdal 1951 samt i Ilsbo, Bjuråker, Delsbo, Nianfors och centralskolan i Gnarp.
År 1961 inledde Westrin ett samarbete med arkitekt Stefan Szejnman och de kom under en lång följd av år att utföra en mångfald projekt för bland annat kommunala bostadsstiftelser i Arvika och Nyköping samt projekt på uppdrag av en rad olika större byggnadsföretag. De vann första pris i tävlingen om Mörbylunds bostadsområde i Danderyds kommun 1972. Westrin tog 1964 initiativ till en så kallad entrévåning, vilken gjorde det möjligt för handikappade att nå hissen utan halvtrappor. Denna princip, som genomdrevs för första gången i Stockholms innerstad i kvarteret Sleipner på Västmannagatan, blev senare en allmän princip för bebyggelsen på malmarna i huvudstaden.

## Bilder

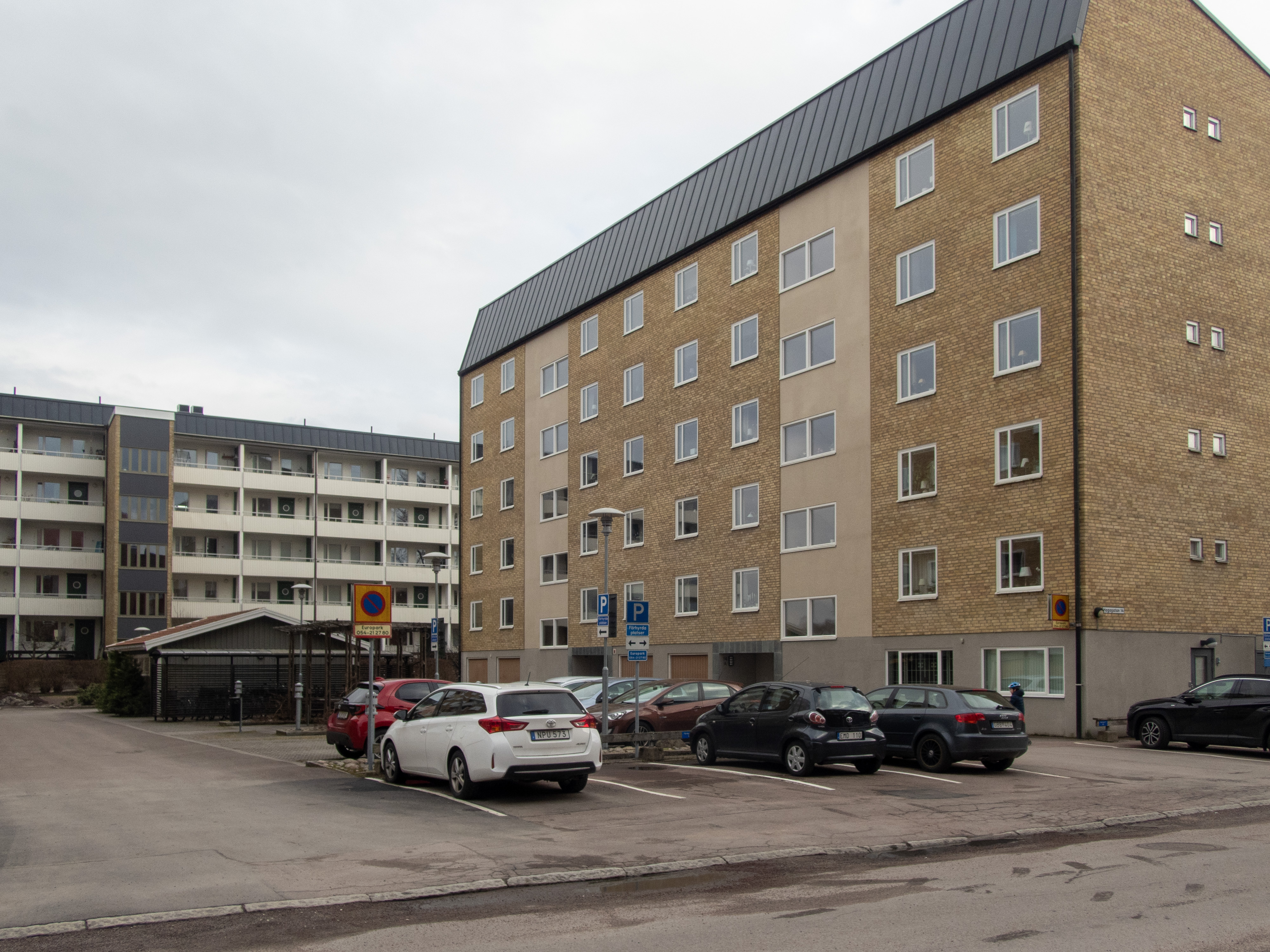
Ödlan 5, Karlstad
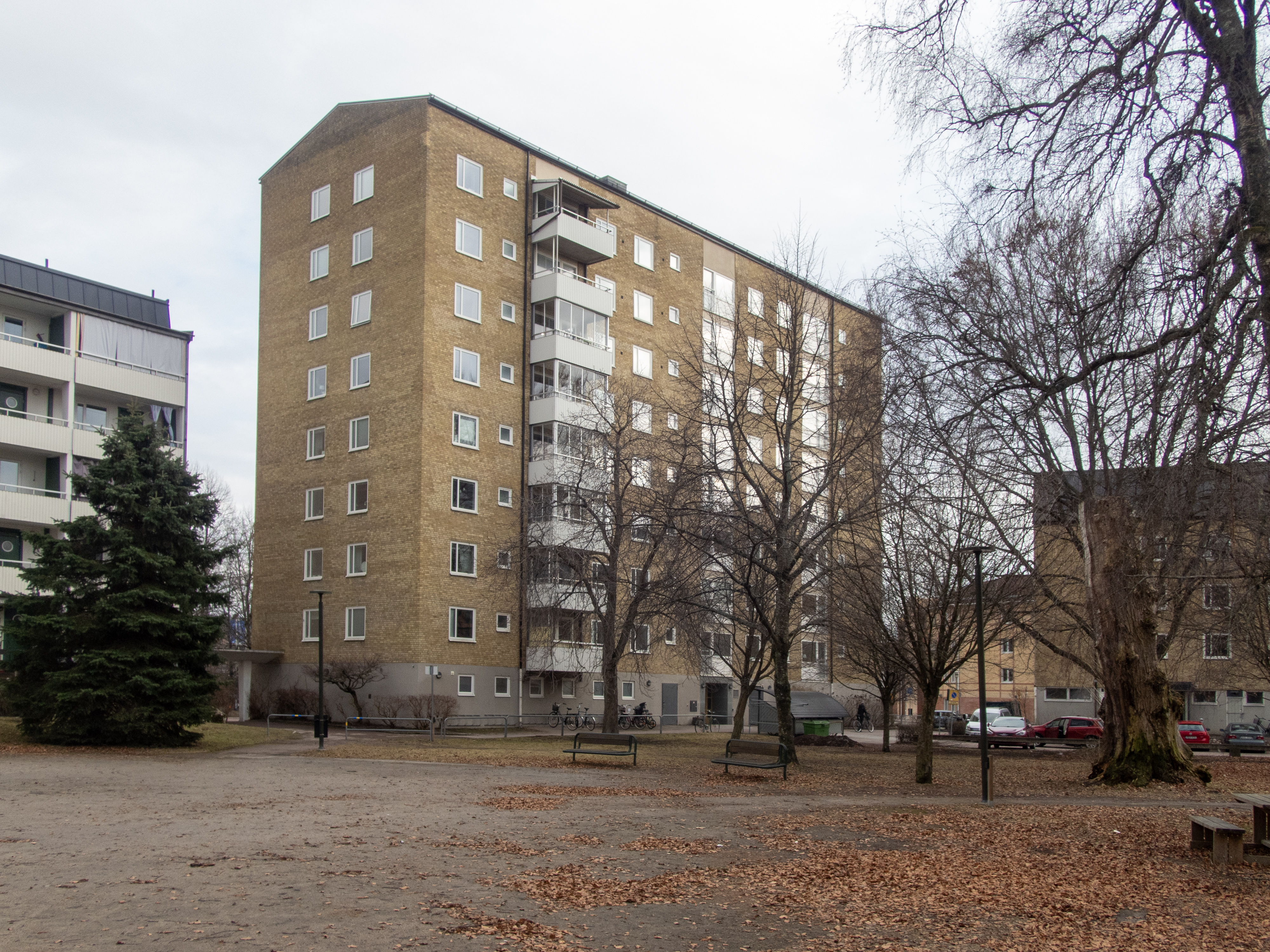
Krokodilen 1, Karlstad
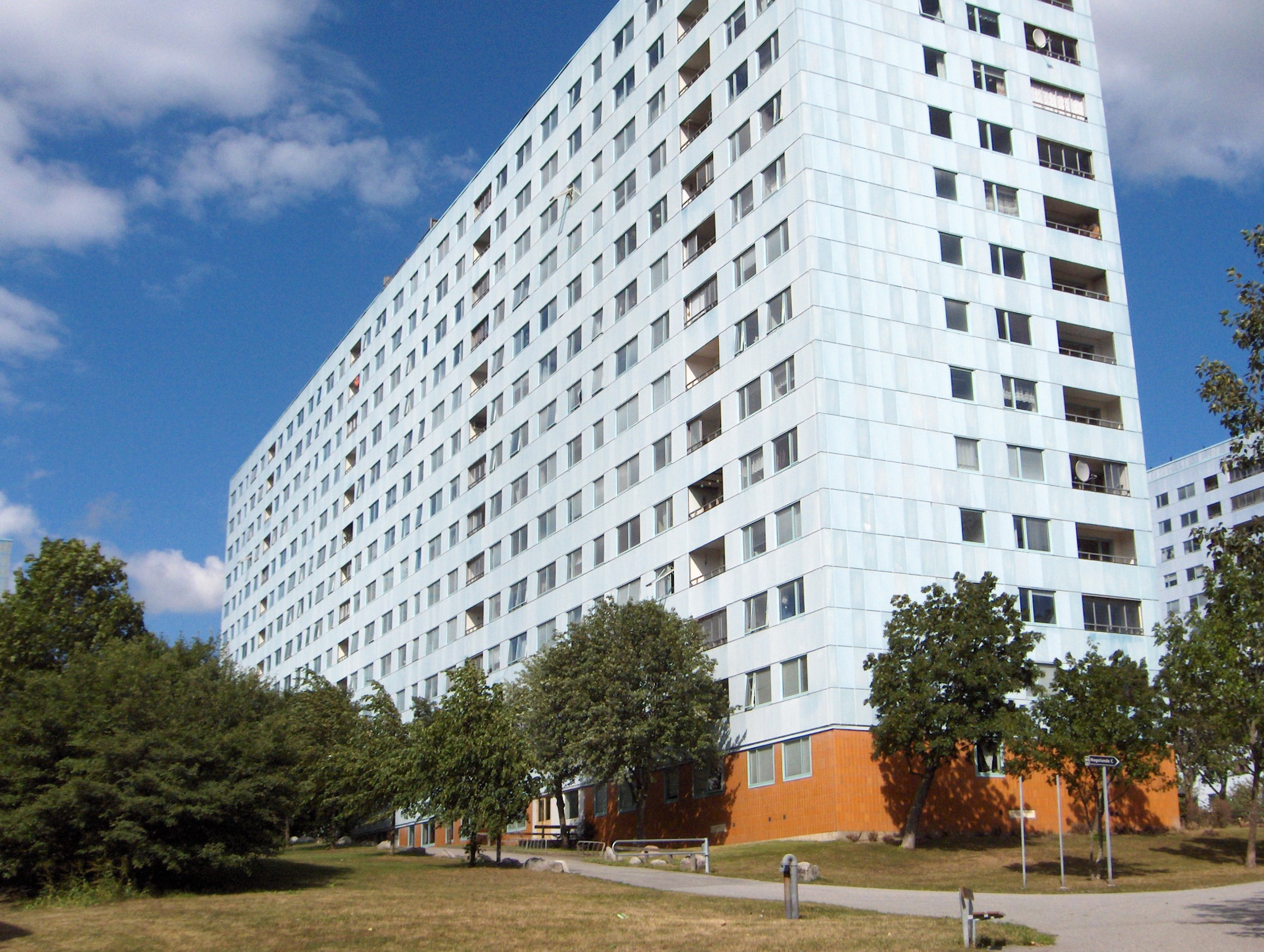
Hagalund, Solna
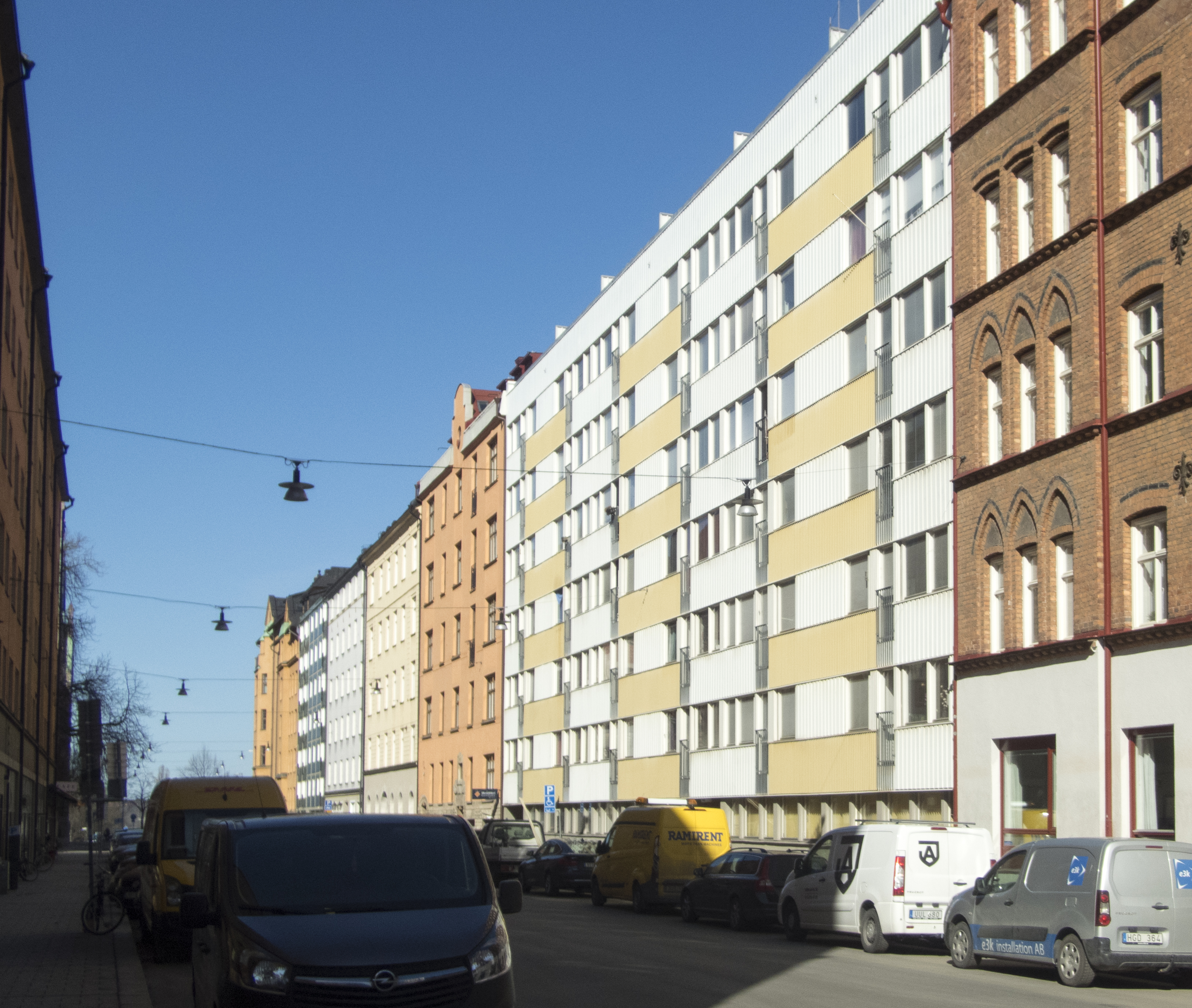
Staren 19, Stockholm